# Khirbet al-Hamam
Khirbet al-Hamam (tiếng Ả Rập: خربة الحمام) là một ngôi làng ở Syria nằm ở huyện Homs, tỉnh Homs. Theo Cục Thống kê Trung ương Syria, Khirbet al-Hamam có dân số 4,817 trong cuộc điều tra dân số năm 2004.